# Limelight (Bonnie Tyler-dal)
A Limelight Bonnie Tyler dala, amely az 1996. évi nyári olimpiai játékok egyik hivatalos dala lett.

## A dalról
A Limelight című dal szerzője Alan Parsons és Eric Wolfsoon és 1985. decemberében jelent meg a The Alan Parsons Project Stereotomy című nagylemezén. A dalban Gary Brooker énekel. Alig több miint 10 év elteltével az 1996-os atlantai Olimpiai játékok alkalmából Alan Parsons áthangszerelte a dalt Bonnie Tyler részére, ami Németország egyik hivatalos olimpiai dala lett. Mivel Bonnie Tylernek 1995-ben jelent meg stúdióalbuma Free Spirit, az akkori lemezkiadója, az EastWest Records 1996-ban újra kiadta a lemezt, de csak Németországban, bónuszként a Limelight remix verziójával.

## A produkció
- Író: Alan Parson, Eris Wolfson
- Producer: Stephen Power (ZOMBA Management Ltd.)
- Publikálta: Wolfsongs Ltd., Careers Music Ltd.
- Vonósok hangmérnöke: Nick Ingham
- felvételvezető: Mike Bigwood
- Mix: Phil Bodger (Nucleus Tonstudio Berlin)
- Kiadó: EastWest Records GmbH

## Kislemez

### Limelight
- Németország

| # | Dalcím                    | Zeneszerző  | Producer      | Hossz |
| - | ------------------------- | ----------- | ------------- | ----- |
| 1 | Limelight (Album Version) | Alan Parson | Stephen Power | 4:06  |
| 2 | Limelight (Overture Mix)  | Alan Parson | Stephen Power | 5:15  |
| 3 | Georgia On My Mind (4WD)  |             |               | 4:00  |

## Videó
- Limelight Trailer
- Limelight Live
- Limelight Live Show

## Toplista
| Limelight   | Legjobb helyezés |
| ----------- | ---------------- |
| Németország | 76               |

## Hivatkozás
- Limelight maxi CD